# Adaptation de Lucky Luke à l'écran
 (avril 2022).
Pour les articles homonymes, voir Lucky Luke (homonymie).

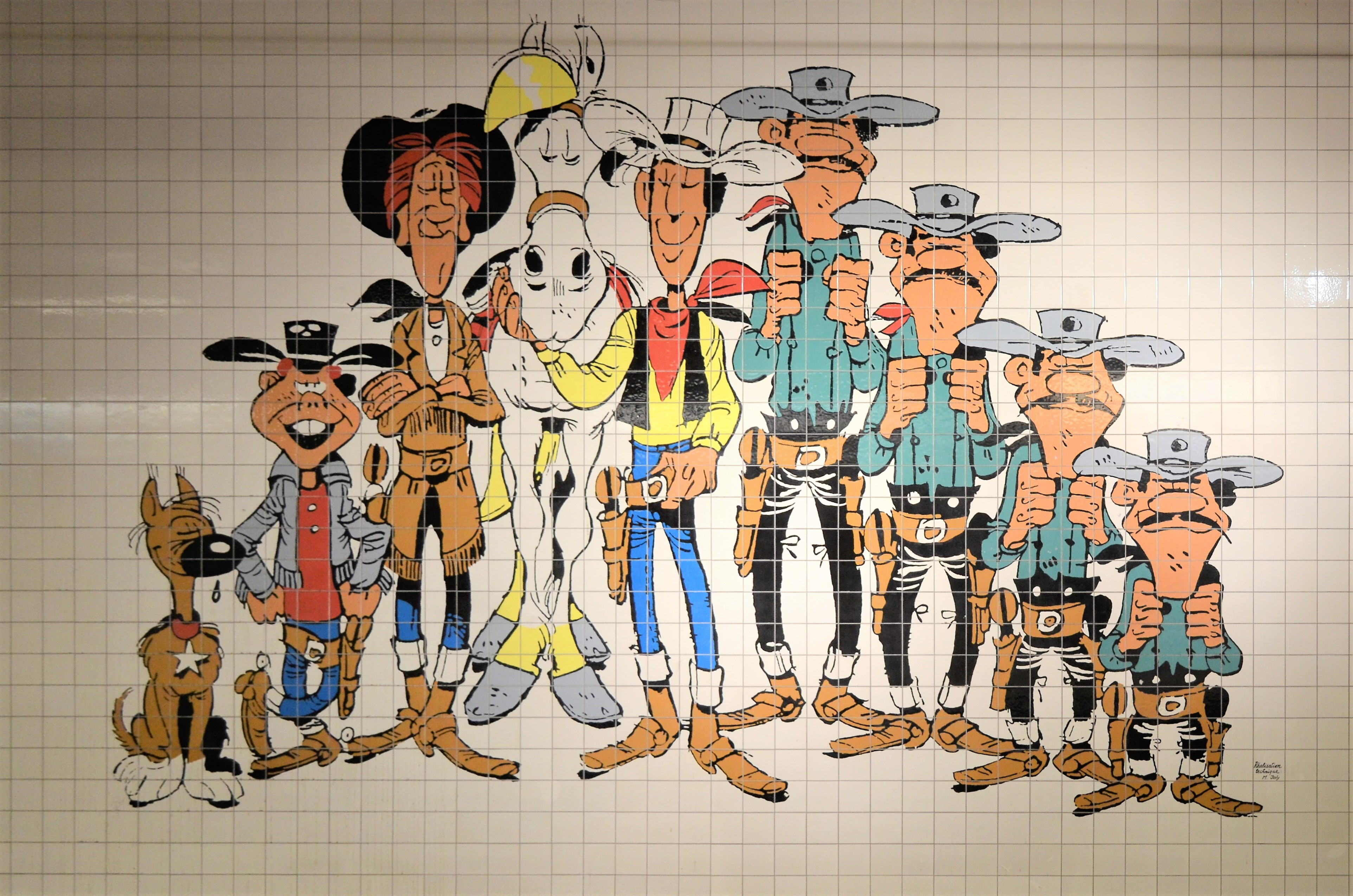
Lucky Luke, les Dalton, Rantanplan, Jolly Jumper, Calamity Jane et Billy the Kid figurent parmi les personnages les plus récurrents dans les adaptations de Lucky Luke.

La bande dessinée belge Lucky Luke, créée en 1946 par Morris, a fait l'objet de plusieurs adaptations au cinéma et à la télévision, à partir des années 1970.

## Films et série en prise de vues réelle
Morris juge qu'adapter sa bande dessinée avec de vrais acteur n'est pas une bonne idée. Il refuse notamment dans les années 1960 la proposition d'un film où Joe Dalton serait incarné par un nain. Il juge surtout qu'un film en prises de vue réelle ne pourrait pas retranscrire la rapidité de tir de Lucky Luke, déjà impossible à mettre en scène en animation.
L'univers de Lucky Luke apparaît pour la première fois à l'écran en 1967 dans le scopitone de la chanson Les Dalton de Joe Dassin, réalisé par Robert Valley. En Turquie, où Lucky Luke est connu sous le nom de « Red Kit », et alors que les westerns kebab se multiplient, Aram Gülyüz (tr) réalise en 1970 une adaptation pirate titrée Ret Kid puis une seconde en 1974 : Atını Seven Kovboy (tr) (littéralement « Le cow-boy qui aime son cheval »), en couleur, avec l'acteur vedette Sadri Alışık (en), qui arbore un costume hautement fidèle à la bande dessinée, mais qui, âgé de la cinquantaine, campe un Red Kit empâté et peu dynamique.

### La première adaptation, sans Lucky Luke
Le premier film en prises de vue réelles inspiré de la série est Le Juge du réalisateur Jean Girault sorti en 1971. Il s'agit d'une adaptation de l'histoire du même nom avec Pierre Perret dans le rôle du juge Roy Bean. En revanche, Lucky Luke est purement et simplement absent du film, remplacé par le second rôle Buck Carson. L'absence du héros de la série dans ce film n'est pas tellement ressentie puisqu'il joue un rôle secondaire dans l'intrigue de l'histoire originale publiée en 1959.

### Lucky Lukepar Terence Hill
Le premier film en prise de vue réelle où l'on voit apparaître le personnage de Lucky Luke sort en 1991 et porte simplement le titre de Lucky Luke. L'acteur Terence Hill, vedette du western spaghetti, le met en scène tout en incarnant le personnage titre. Il contacte Morris après avoir lu l'ensemble des albums de la série. Après une grosse hésitation de Morris à cause de la non-ressemblance de l'acteur avec Lucky Luke, les contrats sont signés et le film est tourné. Il s'agit d'une adaptation pratiquement conforme du premier dessin animé intitulé simplement Lucky Luke (puis renommé Daisy Town par la suite) sorti en 1971. La ville de Daisy Town est entièrement construite en six mois. Dix courts-métrages sont aussi réalisés par la même équipe, pour la télévision. Basés sur les albums de la série, chacun comprend un invité vedette. Le Lucky Luke incarné par l'acteur ne ressemble pas physiquement au Lucky Luke de la bande dessinée puisqu'il porte un long cache-poussière blanc et un chapeau à bords plats, en revanche, les caractéristiques du héros sont conservées.

### Comédies françaises
Les humoristes français Éric et Ramzy reprennent le flambeau en écrivant et jouant une nouvelle adaptation cinéma en prise de vue réelle : Les Dalton. Réalisé par Philippe Haïm, le film sort pour les fêtes de Noël 2004. Les personnages principaux en sont les Dalton. Lucky Luke, s'il n'est pas absent du film, n'est présent que dans quatre ou cinq scènes. En revanche, il est représenté physiquement comme dans la bande dessinée. C'est l'Allemand Til Schweiger qui interprète son rôle. Bien que les deux humoristes prétextent un hommage à l'œuvre de Morris, le film regorge d'accessoires loufoques comme un sombrero magique, ce qui est totalement hors de l'esprit de la bande dessinée d'origine. Une grande partie des médias, surtout en Belgique d'où est originaire le dessinateur, fustige le duo comique en les accusant d'exploiter de manière très mauvaise un patrimoine de la culture belge et par extension francophone à des fins uniquement financières.
Le dernier film en date, Lucky Luke, réalisé par James Huth, avec Jean Dujardin, Alexandra Lamy, Sylvie Testud, Michaël Youn, Daniel Prévost, Melvil Poupaud et Jean-François Balmer, sort sur les écrans français le 21 octobre 2009. Il mélange plusieurs histoires de la série où interviennent pêle-mêle Billy the Kid et Pat Poker, qui ont pris le contrôle de la ville de Daisy Town que Lucky Luke va tenter de libérer. Calamity Jane et Jesse James sont présents eux aussi. Malgré des critiques mitigées voire très négatives de la part de la presse, le film attire dans les salles 1 850 546 spectateurs pour cinq semaines de diffusion.

### Fiche technique des adaptations en prise de vues réelle
| Lucky Luke (film, 1991) | Lucky Luke (série, 1992) | Les Dalton (film, 2004) | Lucky Luke (film, 2009) |                  |
| ----------------------- | ------------------------ | ----------------------- | ----------------------- | ---------------- |
| Réalisation             | Terence Hill             | Terence Hill            | Philippe Haïm           | James Huth       |
| Réalisation             | Ted Nicolaou             |                         |                         |                  |
| Réalisation             | Richard Schlesinger      |                         |                         |                  |
| Scénario                | Lori Hill                | Lori Hill               | Philippe Haïm           | James Huth       |
| Scénario                |                          | Carl Sautter            | Michel Hazanavicius     | Sonja Shillito   |
| Scénario                |                          | John Gaspard            | Éric et Ramzy           | Jean Dujardin    |
| Scénario                | Courtney Flavin          |                         |                         |                  |
| Scénario                | Michael Paul Levin       |                         |                         |                  |
| Scénario                | Doug Molitor             |                         |                         |                  |
| Scénario                | Jeff Vlaming             |                         |                         |                  |
| Scénario                | Guy Vidal                |                         |                         |                  |
| Photographie            | Carlo Tafani             | Carlo Tafani            | David Carretero         | Stéphane Le Parc |
| Musique                 | Aaron Schroeder          | Aaron Schroeder         | Alexandre Azaria        | Bruno Coulais    |
| Musique                 | David Grover             |                         |                         |                  |
| Production              | Paloma Films             | Paloma Films            | UGC                     | UGC              |
| Production              | Reteitalia               |                         |                         |                  |
| Nationalité             | Italie                   | Italie                  | France                  | France           |
| Nationalité             | États-Unis               |                         | Allemagne               | Argentine        |
| Nationalité             |                          | Espagne                 |                         |                  |
| Sortie / Diffusion      | 18 décembre 1991         | mars à mai 1992         | 8 décembre 2004         | 21 octobre 2009  |

### Distributions
| Lucky Luke     | Terence Hill        | Terence Hill        | Til Schweiger     | Jean Dujardin  |
| Jolly Jumper   | Roger Miller        | Roger Miller        | Jean Rochefort    | Bruno Salomone |
| Joe Dalton     | Ron Carey           | Ron Carey           | Éric Judor        |                |
| William Dalton | Dominic Barto (it)  | Dominic Barto (it)  | Romain Berger     |                |
| Jack Dalton    | Bo Greigh           | Bo Greigh           | Saïd Serrari      |                |
| Averell Dalton | Fritz Sperberg (it) | Fritz Sperberg (it) | Ramzy Bedia       |                |
| Rantanplan     |                     |                     | Éric Métayer      |                |
| Ma Dalton      |                     | Ruth Buzzi          | Marthe Villalonga |                |

## Films et séries d'animation

### Premières adaptations par Morris et Goscinny
Le premier long-métrage d'animation adapté de la série sort en 1971 avec simplement pour titre Lucky Luke (rebaptisé Daisy Town en 1983). Il est alors décidé d'écrire une histoire inédite pour le cinéma, pour éviter les écueils d'une adaptation d'album préexistant, à l'instar de Tintin et le Lac aux requins et Les Douze Travaux d'Astérix. Il est réalisé par les studios belges Belvision sur scénario original de René Goscinny, Morris et Pierre Tchernia. Il s'agit d'une parodie d'un Western spaghetti. Cinq ans plus tard, la même équipe produit La Ballade des Dalton avec les studios Idéfix (créées par Goscinny et Uderzo pour réaliser Les Douze Travaux d'Astérix). René Goscinny décède en 1977 avant que le film ne soit fini.

### Lucky Luke par les Américains d'Hanna-Barbera
En 1984, les studios américains Hanna-Barbera Productions produisent une série animée homonyme. Ils exigent quelques changements dans les codes de la série, ainsi Lucky Luke est contraint d'arrêter de fumer, il doit aussi se modérer sur l'utilisation des armes à feu, les stéréotypes parodiques sur les minorités sont à éviter, du coup les blanchisseurs chinois, les Mexicains qui font la sieste et les domestiques noirs passent à la trappe. Un compagnon de « couleur » a même failli être adjoint à Lucky Luke. La série animée fait vingt-six épisodes d'une demi-heure adaptée d'un album.
Avant la série animée est sorti, l'année précédente, un long-métrage intitulé Les Dalton en cavale réalisé par le même studio américain, mêlant des éléments des albums Ma Dalton, Les Dalton dans le blizzard et Les Dalton se rachètent.[pas clair]
Si la série connaît le succès en Europe, elle est un échec aux États-Unis et Hanna-Barbera se retire de la production dès la première saison. La société française IDDH continue seule l'aventure et produit une deuxième série en 1991 débarrassée des contraintes américaines, mais moins réussie au niveau de l'animation, le budget étant plus modeste avec le départ des Américains.

### Lucky Luke par Xilam
En 2001, la société française de production Xilam réalise une nouvelle série animée intitulée Les Nouvelles Aventures de Lucky Luke. Cette série se démarque des autres avec des scénarios inédits, tout en respectant la patte de René Goscinny dans les scénarios. Composée de cinquante-deux épisodes, elle connaît un grand succès du fait de sa diffusion le dimanche soir. En 2007, la même société d'animation sort un long-métrage d'animation intitulé Tous à l'Ouest, réalisé par Olivier Jean-Marie. Les voix sont réalisées par plusieurs acteurs célèbres comme Lambert Wilson pour Lucky Luke ou Clovis Cornillac pour Joe Dalton. Le film est inspiré de l'album La Caravane, dont le scénario est adapté pour tenir quatre-vingt-dix minutes à l'écran. Les critiques de la presse sont moyennes concernant le film, mais 444 035 spectateurs voient le film en salle en France. Xilam va aussi produire deux séries d'animations liées à l'univers de la série. La première, sortie en 2006, met en scène le chien Rantanplan dans des petits épisodes de deux minutes et la seconde en 2010 met en scène Les Dalton dans des épisodes de sept minutes aux scénarios inédits.

### Fiche technique des adaptations animées
| Réalisation        | Morris          | Morris         | Morris                              | Morris                              | Morris            | Olivier Jean-Marie  | Hugo Gittard (en) | Olivier Jean-Marie  | Olivier Jean-Marie  |        |
| Réalisation        | René Goscinny   | René Goscinny  | William Hanna et Joseph Barbera     | William Hanna et Joseph Barbera     | Philippe Landrot  |                     |                   |                     |                     |        |
| Réalisation        |                 | Ray Patterson  |                                     |                                     |                   |                     |                   |                     |                     |        |
| Scénario           | René Goscinny   | René Goscinny  | Glenn Leopold (en) et Cliff Roberts | Glenn Leopold (en) et Cliff Roberts | Philippe Landrot  | Olivier Jean-Marie  | Hugo Gittard (en) | Olivier Jean-Marie  | Olivier Jean-Marie  |        |
| Scénario           | Morris          | Morris         | Morris                              | Morris                              |                   | Jean-François Henry |                   | Jean-François Henry | Jean-François Henry |        |
| Scénario           | Pierre Tchernia |                |                                     |                                     |                   |                     |                   |                     |                     |        |
| Scénario           |                 |                | Gilberte Goscinny                   | Gilberte Goscinny                   | Gilberte Goscinny |                     |                   | Anne Goscinny       |                     |        |
| Musique            | Claude Bolling  | Claude Bolling | Claude Bolling                      | Claude Bolling                      | Claude Bolling    | Ramon Pipin         | Vincent Malone    |                     |                     |        |
| Musique            |                 |                | Haim Saban                          | Haim Saban                          |                   | Hervé Lavandier     | Hervé Lavandier   | Hervé Lavandier     | Hervé Lavandier     |        |
| Musique            |                 | Shuki Levy     |                                     |                                     |                   |                     |                   |                     |                     |        |
| Production         | Belvision       | Studios Idéfix | Hanna-Barbera Productions           | Hanna-Barbera Productions           | IDDH              | Xilam               | Xilam             | Xilam               | Xilam               |        |
| Nationalité        | France          | France         | France                              | France                              | France            | France              | France            | France              | France              | France |
| Nationalité        | Belgique        |                | États-Unis                          | États-Unis                          |                   | Canada              |                   |                     |                     |        |
| Nationalité        |                 |                | Allemagne                           |                                     |                   |                     |                   |                     |                     |        |
| Sortie / Diffusion | décembre 1971   | octobre 1978   | décembre 1983                       | 1983-1984                           | 1991-1992         | 2001                | 2006-2007         | 5 décembre 2007     | 2010-2015           |        |

### Distribution vocale
| Personnages    | Films ou séries d'animation | Films ou séries d'animation        | Films ou séries d'animation       | Films ou séries d'animation | Films ou séries d'animation | Films ou séries d'animation                         | Films ou séries d'animation | Films ou séries d'animation | Films ou séries d'animation | Films ou séries d'animation |
| Personnages    | Lucky Luke (film, 1971)     | La Ballade des Dalton (film, 1978) | Les Dalton en cavale (film, 1983) | Lucky Luke (série, 1983)    | Lucky Luke (série, 1991)    | Les Nouvelles Aventures de Lucky Luke (série, 2001) | Rantanplan (série, 2006)    | Tous à l'Ouest (film, 2007) | Les Dalton (série, 2010)    |                             |
| -------------- | --------------------------- | ---------------------------------- | --------------------------------- | --------------------------- | --------------------------- | --------------------------------------------------- | --------------------------- | --------------------------- | --------------------------- | --------------------------- |
| Lucky Luke     | Marcel Bozzuffi             | Daniel Ceccaldi                    | Jacques Thébault                  | Jacques Thébault            | Jacques Thébault            | Antoine de Caunes                                   |                             | Lambert Wilson              |                             |                             |
| Jolly Jumper   | Jean Berger                 | René Goscinny                      | Roger Carel                       | Roger Carel                 | Bernard Demory              | Éric Legrand                                        |                             | Adrien Antoine              |                             |                             |
| Rantanplan     |                             | Bernard Haller                     | Bernard Haller                    | Bernard Haller              | Bernard Demory              | Francis Perrin                                      | François Morel              | François Morel              | François Morel              |                             |
| Rantanplan     |                             | Roger Carel                        |                                   |                             | Bernard Demory              | Francis Perrin                                      | François Morel              | François Morel              | François Morel              |                             |
| Joe Dalton     | Pierre Trabaud              | Pierre Trabaud                     | Pierre Trabaud                    | Pierre Trabaud              | Patrice Baudrier            | Gérard Surugue                                      |                             | Clovis Cornillac            | Christophe Lemoine          |                             |
| William Dalton | Jacques Balutin             | Jacques Balutin                    | Jacques Balutin                   | Jacques Balutin             | Michel Tugot-Doris          | Éric Legrand                                        |                             | Alexis Tomassian            | Julien Cafaro               |                             |
| Jack Dalton    | Jacques Jouanneau           | Gérard Hernandez                   | Gérard Hernandez                  | Gérard Hernandez            | Olivier Hémon               | Éric Legrand                                        |                             | Christophe Lemoine          | Bruno Flender               |                             |
| Averell Dalton | Pierre Tornade              | Pierre Tornade                     | Pierre Tornade                    | Pierre Tornade              | Pierre Tornade              | Bernard Alane                                       |                             | Bernard Alane               | Bernard Alane               |                             |
| Ma Dalton      |                             |                                    | Perrette Pradier                  | Perrette Pradier            |                             | Véronique Augereau                                  |                             |                             | Barbara Tissier             |                             |